# 勝間站
- 關於曾經名為勝間站的高野鐵道（現時南海電氣鐵道高野線）車站，請見「岸里玉出站」。
- 關於曾經名為勝間站的阪堺電氣軌道阪堺線車站，請見「東玉出停留場」。

勝間站（日语：／ Katsuma eki */?）是位於山口縣周南市大字呼坂字西下馬場1183番，西日本旅客鐵道（JR西日本）的岩德線車站。

## 歷史
- 1934年（昭和9年）
  - 3月28日 - 岩德西線周防花岡站至高水站開通，此站啟用。
    - 當時車站地址為山口縣熊毛郡勝間村（日语：勝間村 (山口県)）大字呼坂字西下馬場。

  - 12月1日 - 麻里布站（現時為岩國站）至周防高森站至櫛濱站之間全線開通，該區間路線名稱為山陽本線。
- 1944年（昭和19年）10月11日 - 山陽本線岩國站（1942年前該站名為麻里布站）至周防高森站至櫛浜站之間的路線名稱改名為岩德線。
- 1956年（昭和31年）9月30日 - 隨著熊毛町（日语：熊毛町）成立，車站地址變為山口縣熊毛郡熊毛町大字呼坂字西下馬場。
- 1987年（昭和62年）4月1日 - 伴隨國鐵分割民營化，車站由西日本旅客鐵道（JR西日本）營運。
- 2003年（平成15年）4月21日 - 隨著周南市成立，車站地址變為山口縣周南市大字呼坂字西下馬場。

## 車站構造
本站是地面車站，設有1面1線的單式月台。往德山方向的列車會開啟右邊車門。此站曾設有2面2線的相對式月台，現時1邊的月台已經撒走。月台位於路堤上。站內曾設有JA周南勝間分所，該處曾經委托發售車票。此站是由德山地域鐵道部管理的無人車站。在月台上設有自動售票機。

## 車站周邊
- 國道2號
- 周南鄉村倶樂部
- 周南市立勝間小學（日语：周南市立勝間小学校）
- 熊毛神社

## 使用狀況
以下為近年使用人次：
| 乘車人次變化 | 乘車人次變化 |
| 年度         | 1日平均人次  |
| ------------ | ------------ |
| 1999         | 275          |
| 2000         | 267          |
| 2001         | 252          |
| 2002         | 234          |
| 2003         | 212          |
| 2004         | 204          |
| 2005         | 193          |
| 2006         | 182          |
| 2007         | 197          |
| 2008         | 200          |
| 2009         | 185          |
| 2010         | 184          |
| 2011         | 190          |
| 2012         | 183          |
| 2013         | 178          |
| 2014         | 170          |
| 2015         | 174          |
| 2016         | 171          |
| 2017         | 162          |
| 2018         | 140          |

## 相鄰車站
西日本旅客鐵道（JR西日本）
■岩德線
高水－勝間－大河內

## 注腳
1. ↑  山口縣統計年鑑

## 外部連結
- 勝間｜車站資訊：JR出門網 - 西日本旅客鐵道（日語）